# Ernst Schiess (Orgelexperte)
Ernst Schiess  (* 16. Oktober 1894 in Rapperswil; † 17. Juli 1981 in Bern; heimatberechtigt in Herisau) war ein Schweizer Musiker, Orgelberater und Musikpädagoge.

## Leben
Ernst Schiess war der Sohn des Gustav Anton Schiess, Lokomotivführer, und der Katharina Gantenbein. Schiess selber blieb ledig. Er absolvierte zunächst eine Lehre als Präzisionsmechaniker in Zürich. Ab 1918 absolvierte er in Solothurn eine Ausbildung zum Musiker (Violoncello und Orgel). 1923 kamen die ersten Aufträge als Orgelberater. Ab 1933 war Schiess hauptberuflich als Experte für Orgelbau, Glockenkunde und Akustik in Bern tätig. Er war von 1939 bis 1963 Dozent für Akustik und Orgelbau am Konservatorium für Musik in Bern. Er setzte sich für die Abkehr von der Orchesterorgel, für klare Dispositionen und Pfeifenmensuren ein, die den akustischen Gegebenheiten des Raums Rechnung tragen.